# Pseudodoryctes concolor
Pseudodoryctes concolor är en stekelart som beskrevs av Szepligeti 1914. Pseudodoryctes concolor ingår i släktet Pseudodoryctes och familjen bracksteklar. Inga underarter finns listade i Catalogue of Life.